# Symphorce

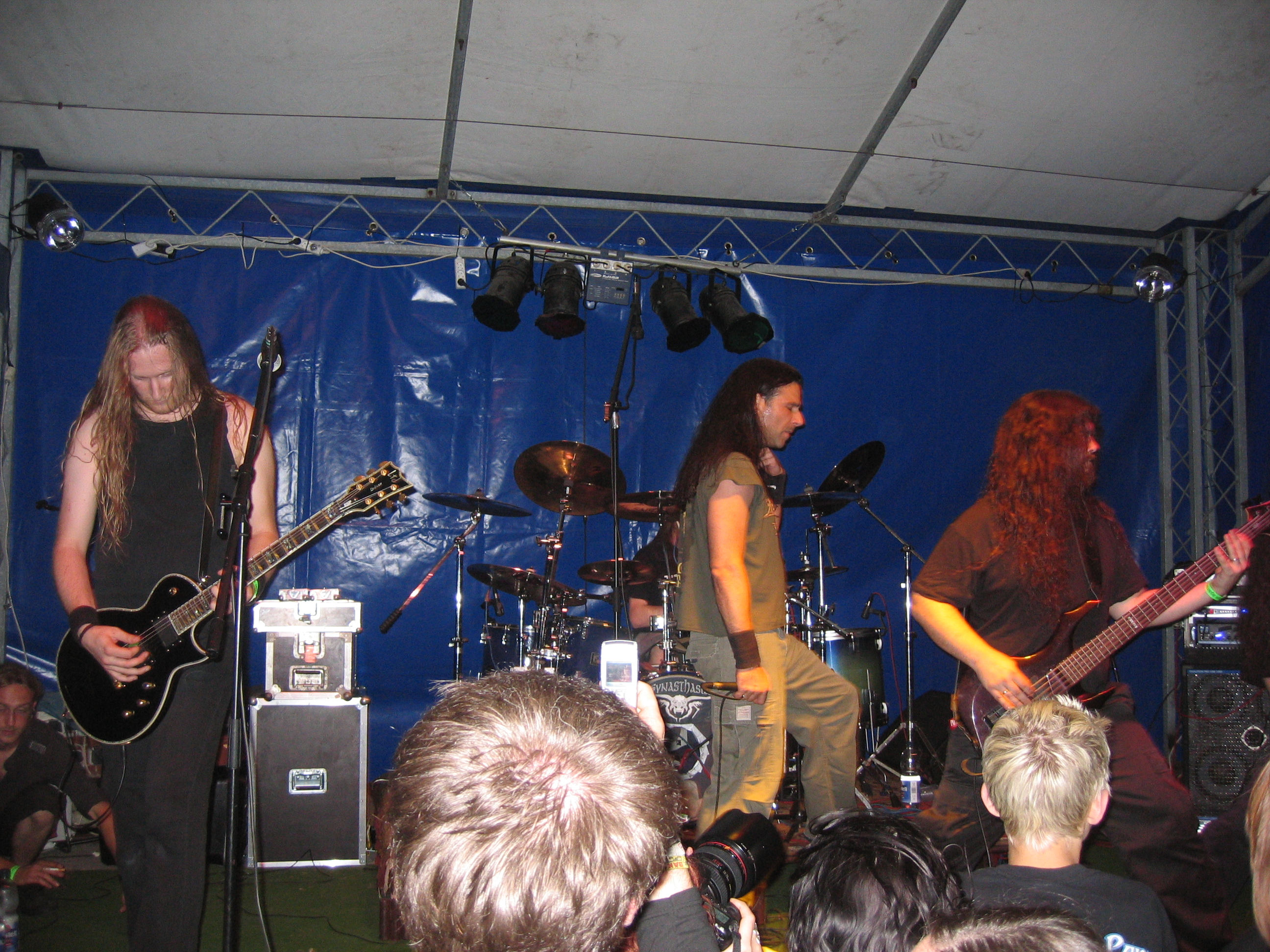
Symphorce en "Rage Against Racism"

Symphorce es una banda de heavy metal de origen alemán, originalmente formada en 1998.

## Biografía
La banda fue formada en octubre de 1998 por el vocalista Andy B. Franck. Él creó el nombre Symphorce como un juego de palabras, mezclando Symphone (de sinfónico) y Force (de fuerza). Meses después, en 1999 lanzaron su primer álbum Truth to Promises bajo el sello Noise Records. El lanzamiento les permitió salir de gira como banda de apoyo de Mercyful Fate. Después de su primera gira, un gran cambio se dio en la historia de la banda, cuando Andy tuvo que reemplazar dos miembros de la banda. Fue entonces cuando se unió a la banda, el guitarrista Cedric Dupont y el bajista Dennis Wohlbold, esto le dio a la banda un sonido completamente nuevo.
Un año después, en el 2000, lanzaron su segundo álbum Sinctuary. Esto llevó a la banda a ser reconocida como una de las mayores promesas en Alemania para ese momento. Andy empezó a compartir su tiempo entre Symphorce y Brainstorm.
Dos años después, Cedric Dupont se une a la banda Freedom Call por encima de Symphorce, y dos nuevos miembros son agregados a la banda para darle una nueva energía. Sasha Sauer en la batería y Markus Pohl en la segunda guitarra dieron un refresco al sonido de Symphorce, y para el 2002 su nuevo álbum Phorceful Ahead fue lanzado, esta vez en Metal Blade, su nueva casa disquera.
En el 2005 el guitarrista Markus Pohl se une a Mystic Prophecy, justo después de participar en la gira de la banda.

## Miembros actuales
- Andy B. Franck - Vocalista
- Cedric Dupont - Guitarrista
- Markus Pohl - Guitarrista
- Dennis Wohlbold - Bajo
- Steffen Theurer - Batería

## Antiguos miembros
- Sascha Sauer - Batería (2001-2005)
- Stefan Koellner - Batería (1999-2000)
- H.P. Walter - Teclado (1999-2000)

## Discografía
- Truth To Promises (1999)
- Sinctuary (2000)
- Phorceful Ahead (2002)
- Twice Second (2003)
- Godspeed (álbum) (2005)
- Become Death (álbum) (2007)
- Unrestricted (álbum) (2010)